# Santa-Maria-Siché
Santa-Maria-Siché (korsisch Santa Maria d'Urnanu; italienisch Santa Maria-Sichè) ist eine  französische Gemeinde mit 371 Einwohnern (Stand: 1. Januar 2022) im Département Corse-du-Sud auf der Mittelmeerinsel Korsika. Sie gehört zum Arrondissement Ajaccio und grenzt im Norden an Bastelica, im Nordosten an Quasquara und Campo, im Osten an Frasseto, im Südosten an Azilone-Ampaza, im Süden an Zigliara, im Südwesten an Cardo-Torgia und im Westen an Grosseto-Prugna. Die Bewohner werden Santamariacci genannt.

## Bevölkerungsentwicklung
| Jahr      | 1962 | 1968 | 1975 | 1982 | 1990 | 1999 | 2008 | 2012 | 2020 |
| --------- | ---- | ---- | ---- | ---- | ---- | ---- | ---- | ---- | ---- |
| Einwohner | 493  | 537  | 461  | 439  | 355  | 357  | 396  | 470  | 387  |

## Sehenswürdigkeiten
- Kirche Sainte-Marie
- Kapelle Sainte-Lucie
- Kapelle von Siché